# Orrella daihaiensis
Orrella daihaiensis es una bacteria gramnegativa del género Orrella. Fue descrita en el año 2022. Su etimología hace referencia al lago Daihai, en China. Es aerobia e inmóvil. Tiene un tamaño de 0,3-0,5 μm de ancho por 0,5-1,2 μm de largo. Catalasa y oxidasa positivas. Forma colonias transparentes, circulares, lisas, convexas, con márgenes claros y blancas tras 3 días de incubación. Temperatura de crecimiento entre 4-40 °C, óptima de 37-40 °C. Tiene un genoma de 2,8 Mpb y un contenido de G+C de 52,79%. Se ha aislado del lago Daihai en China. 